# Levittown (New York)
Levittown è un census-designated place (CDP) degli Stati Uniti d'America, situato nello Stato di New York, nella contea di Nassau.